# Karanovocultuur
De Karanovocultuur is een archeologische cultuur van het neolithicum in Bulgarije en Macedonië, van ca. 6200 tot 4950 v.Chr. Ze is vernoemd naar de site van Karanovo, waar het de lagen I tot IV omvat. Ze werd opgevolgd door de Boiancultuur (Karanovo V).
- Karanovo I en II omvatten de vroege neolithische fasen (ca. 6200-5500 v. Chr.) De diepste laag bevat rechthoekige huizen met ovens en aardewerk met witte decoraties op een rode achtergrond. Het karakteristieke aardewerk bestaat uit tulpvormige bekers met een holle voet, zowel als bolvormige vaten met cilindrische hals en touwvormige handvatten en halfbolvormige borden. Het oppervlak van de aardewerk is rood tot bruin. De decoratie bestaat uit schaakbordpatronen en bandvormige ornamenten die met netvormige decoraties gevuld zijn. Ook komen naar beneden gerichte driehoeken als decoratie voor.
- Karanovo III omvat het midden-neolithicum (vanaf 5500 v. Chr.). Kenmerkend zijn het zwarte en grijze aardewerk, vaten met vier poten, en waterkruiken met dikke wanden die loodrecht op de bodem staan.
- Karanovo IV omvat het laat-neolithicum (tot ca. 4950 v. Chr.)